# 竖牛
竖牛（？—前537年），姬姓，叔孙氏，是叔孙豹的庶长子，孟丙、仲壬、叔孙昭子的异母兄。

## 出生
当初叔孙豹离开本宗叔孙氏，到庚宗（今山东省泗水县东部泗张镇），邂逅一女，在她那里吃饭留宿。女人问他去哪，叔孙豹告诉她，她哭着送走叔孙豹。叔孙豹后来梦见天塌下来压自己，顶不住时，回头看见一个黑皮肤、驼背、深眼睛、猪嘴巴的人，喊道：“牛，来帮我！”这才顶住了天。早晨醒来见属下里没有像梦中见到的人，就说：“记住这个人！”叔孙豹立为鲁卿以后，和他在庚宗睡觉的女人送来野鸡。叔孙豹问他儿子的情况，她说：“我儿子长大了，能捧着野鸡，跟着我了。”召来孩子一看，就像他所梦见之人。叔孙豹没问他名字，就喊他叫“牛”，孩子答应了。叔孙豹把属下都召来，让他们看这个孩子，就让孩子做了小臣。牛受到叔孙豹的宠信，长大后叔孙豹让他主管家政。

## 竖牛之乱
前538年，叔孙豹在丘莸打猎时生病，竖牛想把叔孙家占为己有，一定要和叔孙豹嫡子孟丙盟誓，孟丙不愿。叔孙豹为孟丙铸造了一口钟，说：“你还没进入正式交际场合，为大夫们举行享礼时，举行钟的落成典礼（确认是叔孙氏的继承人）。”孟丙将享礼准备好之后，让竖牛请叔孙豹定日期。竖牛进入叔孙豹的房间但是不报告这事，出来假称叔孙豹之命，定了日期。宾客来后，叔孙豹后来听到钟声，感到很奇怪。竖牛说：“孟丙那里在招待北妇人之客（孟丙生母国姜的改嫁的丈夫公孙明）。”叔孙豹大怒，准备前去，被竖牛阻止。客人走后，叔孙豹派人拘禁了孟丙，在外边杀了他。
竖牛又硬要和仲壬结盟，仲壬不答应。仲壬和鲁昭公的御士莱书在公宫游玩，鲁昭公赐给仲壬玉环。仲壬让竖牛把玉环送去叔孙豹看，竖牛到叔孙豹的房间，没给他看玉环。竖牛出来后假称叔孙豹之命，让仲壬佩戴玉环。之后竖牛对叔孙豹说：“让仲壬进见国君如何（确立他做叔孙氏的继承人）？”叔孙豹不解，竖牛说：“你不让他进见，他自己已去见过国君，国君还给了他玉环佩到身上。”叔孙豹赶走了仲壬，仲壬逃亡到齐国。叔孙豹病危后，下令召仲壬回来，竖牛表面答应了，但没有去召。
杜泄覲見叔孙豹，叔孙豹说自己又饥又渴，交给杜泄一把戈，让他去杀死竖牛。杜泄回答说：“召他他来，为何又要除掉他？”竖牛说：“大夫他病得很重，不想见人。”让人把送来的食物放在厢房，就退出去。竖牛不把食物送进，就倒掉了，让人撤走餐具。十二月廿六日，叔孙豹没有吃东西，十二月廿八日叔孙豹死。竖牛立叔孙昭子来辅佐他。鲁昭公命杜泄安葬叔孙豹，竖牛送财货给叔仲昭子和季氏的家臣南遗，让他们向季孙宿说杜泄的坏话，来除掉他。季孙宿策划去掉中军。竖牛说：“先夫子（叔孙豹）本来就要去掉它了。”
前537年，仲壬回到鲁国，季武子想要立他做叔孙氏的继承人。南遗反对，他说：“叔孙氏强大，季氏就会削弱。他家发生动乱，您不要参予，不可以吗？”南遗让国人帮助竖牛在府库的庭院里攻打仲壬，司宫用箭射仲壬，仲壬被射中眼睛而死。竖牛取得了东部边境的三十个城邑，送给了南遗。叔孙昭子召集叔孙家族要除掉杀嫡立庶、分裂封邑、造成祸乱的竖牛。竖牛害怕，出奔齐国。孟丙、仲壬的儿子在塞关之外杀死他，把他的脑袋扔在宁风的荆棘上。孔子说：“叔孙昭子之不劳，不可能也。周任有言曰：‘为政者不赏私劳，不罚私怨。’《诗》云：‘有觉德行，四国顺之。’”